# كلية التربية بجامعة الملك عبد العزيز
كلية التربية بجدة كلية حكومية تأسست عام 1974 تحت إشراف وزارة التربية التعليم. تعد أول كلية للبنات بالمنطقة الغربية في جدة، والثانية في المملكة العربية السعودية بعد كلية التربية للبنات بالرياض، وفي الوقت الحاضر هي النواة الأساسية لكليات جامعة جدة. كانت سابقا تقتصر تخصصاتها على إعداد المعلمين تربويًا ومهنيًا واشتملت على عدد من الكليات في مناطق المملكة وصل عددها إلى 87 كلية على مستوى تعليم البنات. في 2005 صدر قرار سامي بإلحاق جميع كليات المعلمين وكليات التربية للبنات بالجامعات الحكومية إداريًا وماليًا وأكاديميًا، ونقل الإشراف الوزاري من وزارة التربية والتعليم إلى وزارة التعليم العالي، وذلك قبل أن يتم دمج الوزارتين لتتولى وزارة التعليم الإشراف على القطاع التعليمي كاملاً في 2015. أصبح مسمى كلية التربية بجامعة الملك عبد العزيز يضم مسمى كلية التربية للبنات وكلية المعلمين أيضًا؛ حيث تطورت برامجها الأكاديمية في تقديم مجالات تربوية جديدة مثل: التربية الخاصة، والتربية البدنية، وتقنيات التعلم. في 2014 صدر قرار بضم كلية التربية بجامعة الملك عبد العزيز إلى أحدث جامعة سعودية تم انشاؤها في المملكة وهي جامعة جدة. وهي حالياً كلية التربية بجامعة جدة.

## أقسام الكلية
تنقسم الكلية إلى:

### شطر الطالبات
| الأقسام العلمية | المقر                | المرحلة | العام     |
| --- | -------------------- | --- | --------- |
| قسم الدراسات الإسلامية، اللغة العربية، اللغة الإنجليزية، التاريخ، الجغرافيا، قسم التربية وعلم النفس، الرياضيات، الكيمياء، النبات، الحيوان، الاقتصاد المنزلي.                             | البغدادية            | انشات الرئاسة العامة للبنات كلية التربية للبنات بجدة بتخصصاتها العلمية والأدبية وكانت ثاني كليات للبنات بالمملكة يتم افتتاحها وقد تخرجت أول دفعة من طالبات الكلية عام 1397هـ/1398هـ.                                                          | 1974      |
| قسم الدراسات الإسلامية - اللغة العربية، اللغة الإنجليزية، التاريخ، الجغرافيا، قسم التربية وعلم النفس، الرياضيات، الكيمياء، النبات، الحيوان.                                              | البغدادية حي السلامة | انفصلت كلية التربية للبنات إلى كليتين هما كلية التربية الأقسام الأدبية وكلية التربية الأقسام العلمية، وفي عام 1417هـ تم فصل قسم الاقتصاد المنزلي ليصبح كلية الاقتصاد المنزلي والتربية الفنية.                                                 | 1995      |
| قسم علم النفس التربوي، الإدارة والتخطيط التربوي، المناهج وطرق التدريس، تقنيات التعليم، أصول التربية الاسلامية، الدراسات القرآنية.                                                        | الفيصلية             | انضمت كلية التربية للبنات بجدة لجامعة الملك عبد العزيز. | 2006-2007 |
| علم النفس التربوي، الإدارة والتخطيط التربوي، المناهج وطرق التدريس، تقنيات التعليم، التربية الخاصة، أصول التربية الاسلامية، الدراسات القرآنية، المواد العامة، التربية البدنية (طلاب فقط). | الرحاب الفيصلية      | انشئت كلية التربية بجامعة الملك عبد العزيز بقرار من معالي مدير الجامعة رقم 9153 / ق في 24 / 5 / 1430 هـ وكانت سابقاً تضم الكليات الآتية: كلية المعلمين عام 1409 هـ، كلية التربية للبنات عام 1394 هـ، كلية التربية لإعداد المعلمات عام 1410 هـ. | 2008      |
| علم النفس التربوي، الإدارة والتخطيط التربوي، المناهج وطرق التدريس، تقنيات التعليم، التربية الخاصة، أصول التربية الاسلامية، الدراسات القرآنية، المواد العامة، التربية البدنية (طالبات)    | الرحاب               | تم إنشاء جامعة جدة، حيث صدر القرار السامي رقم 20937 بتاريخ 2/6/1435 وبالتالي هذا هو تاريخ إنشاء كلية التربية بجامعة جدة. | 2013      |

### شطر الطلاب
| الأقسام العلمية | الجهة التابعة لها      | المسمى                             | الفترة الزمنية |
| --- | ---------------------- | ---------------------------------- | -------------- |
| الدراسات القرآنية، اللغة العربية، الرياضيات، التربية وعلم النفس، المناهج وطرق التدريس، تقنيات التعليم، التربية الخاصة، الحاسب الآلي، اللغة الإنجليزية، التربية الفنية، التربية البدنية، قسم الاجتماعيات، مسار الفيزياء، مسار الكيمياء، مسار الاحياء، مسار الرياضيات | وزارة التربية والتعليم | كلية المعلمين                      | 1988 - 2007    |
| المناهج وطرق التدريس، تقنيات التعليم، التربية البدنية، التربية الخاصة، التربية وعلم النفس، الدراسات القرآنية، اللغة العربية، الرياضيات، العلوم، التربية الفنية، الحاسب الآلي، اللغة الإنجليزية، الأصول الإسلامية، الإدارة والتخطيط.                                 | جامعة الملك عبد العزيز | كلية المعلمين                      | 2007 - 2009    |
| المناهج وطرق التدريس، تقنيات التعليم، الأصول الإسلامية، الإدارة والتخطيط، التربية وعلم النفس، التربية البدنية، التربية الخاصة | جامعة الملك عبد العزيز | تم تغيير المسمى إلى "كلية التربية" | 2009 - 2014    |
| المناهج والتدريس، تقنيات التعليم، التربية الخاصة، الإدارة وأصول التربية | جامعة جده              | كلية التربية                       | 2014           |

### أقسام كلية التربية
- الدراسات القرانية (تحول إلى كلية علوم القران والدراسات الإسلامية).
- التربية وعلم النفس (انتقل لكلية العلوم الاجتماع وأصبح قسم علم النفس فقط).
- المناهج وطرق التدريس (تعدل المسمى إلى قسم المناهج والتدريس).
- تقنيات التعليم (استمر في كلية التربية).
- التربية الخاصة (استمر في كلية التربية).
- التربية الفنية (انتصل إلى كلية التصاميم والفنون).
- التربية البدنية (تحول إلى كلية علوم الرياضة).
- الإدارة والتخطيط التربوي (دُمج مع قسم أصول التربية ليصبح قسم إدارة وأصول التربية).

## المراكز التابعة للكلية
- مركز تقنية المعلومات.
- مركز تطوير التعليم الجامعي.
- مركز التدريس المصغر.
- مركز التشخيص المبكر.

## وحدات الكلية
- وحدة التشغيل والصيانة.
- وحدة العلاقات العامة.
- وحدة الخدمات الإرشادية والنفسية.
- وحدة الأنشطة الطلابية.
- وحدة الدراسات العليا.
- وحدة البحوث التربوية والنفسية.

## متحف الكلية
يقع المتحف في المبنى «أ» بجوار وكالة شؤون الطلاب في قاعة كبيرة طولها حوالي 15 × 7 تقريبا وفيها تم عرض الآثار والمقتنيات التي جمعت بجهود ذاتية والتي تشمل مجموعات من الوثائق الخاصة بتاريخ الدولة السعودية الأولى والثانية والثالثة ومجموعة مخطوطات نادرة وكتب نادره ومقتنيات أخرى مثل المصنوعات والبنادق القديمة والسيوف والجنابي وكذلك بعض الملابس والأواني وبعض لوازم البحر لكون جدة ميناء بحري وكذلك بعض آثار مدينة جدة القديمة وكثير من الآثار التي توجد في القرى والبوادي المجاورة مثل أدوات الزراعة والحرث وغيرها.

## الإصدارات المطبوعة
تصدر كلية التربية بجامعة الملك عبد العزيز المطبوعات التالية :
- مجلة البحوث والدراسات. تحولت إلى مجلة العلوم التربوية والتنمية البشرية
- صحيفة وحي الشاطئ.

## وصلة خارجية
- الموقع الرسمي لكلية التربية بجامعة جدة.